# Edmond Tudor (1er comte de Richmond)
Pour les articles homonymes, voir Edmond Tudor.
Pour les autres membres de la famille, voir Généalogie des Tudor.
Titre
Comte de Richmond
23 novembre 1452 – 3 novembre 1456
(3 ans, 11 mois et 11 jours)
Edmond Tudor (11 juin 1430 – 3 novembre 1456) est un noble gallois. Il fut comte de Richmond. Il est aussi le père du roi Henri VII d'Angleterre.

## Origines et jeunesse
Le chevalier gallois Owen Tudor est assigné au service de la reine douairière Catherine de Valois après la mort d'Henri V le 31 août 1422. Elle venait alors d'accoucher d'Henri VI qui, à 10 mois, devient le nouveau roi d'Angleterre. Catherine, écartée des affaires publiques par le duc de Bedford, nommé régent, et peu intéressée de toute façon par la politique en général et par l'éducation de son enfant-roi en particulier, devient l'amante d'Owen dans les mois suivants. Le mariage a lieu secrètement vers 1428. Ils ont au moins quatre enfants qui parviennent à l'âge adulte dont Edmond et Jasper Tudor. Catherine de Valois meurt lors de sa dernière grossesse en 1437.
En 1437, Owen est emprisonné à la prison de Newgate. Il s'évade en 1438 mais est à nouveau capturé et emprisonné au château de Windsor. En 1439, Henri VI lui accorde son pardon et lui alloue une rente annuelle de 40£. Pendant ce temps, Edmond et Jasper sont pris en charge par Katherine de la Pole, abbesse de Barking, entre juillet 1437 et mars 1442. Katherine était la sœur de William de la Pole, favori d'Henri VI. Grâce à son influence à la cour, Henri accueille ses demi-frères utérins à la cour. Ils reçoivent une éducation religieuse importante de la part du roi ainsi que de l'enseignement militaire. Edmond est ainsi créé comte de Richmond le 23 novembre 1452.

## À la cour du roi
À partir de 1452, Edmond et son frère Jasper font partie du cercle restreint autour d'Henri VI, qui leur accorde de nombreux honneurs. Les frères Tudor agrandissent ainsi leur pouvoir en Galles, d'autant que le titre de prince de Galles est vacant car Henri n'a toujours pas d'héritier mâle de son épouse Marguerite d'Anjou.
En août 1453, Henri subit un choc mental sérieux. Un Conseil de régence doit être établi. La reine Marguerite se présente comme candidate au poste de régente mais s'aliène Edmond Tudor, qui soutient Richard Plantagenêt, cousin du roi, représentant de la Maison d'York et qui a cependant des vues sur le trône. Richard est nommé Lord Protecteur en mars 1454. Lorsque Henri retrouve ses sens à la Noël 1454, il congédie Richard, qui se rebelle contre le roi et défait ses partisans à la bataille de St Albans le 22 mai 1455. Les Tudor n'ont pas défendu le roi pendant la bataille. Richard redevient régent et confisque de nombreuses terres appartenant aux partisans du roi mais il épargne les Tudor.

## Mariage
Le 24 mars 1453, Edmond reçoit la garde de Margaret Beaufort, la jeune nièce de Edmond Beaufort, comte de Somerset, qui est alors le favori du roi Henri VI. Margaret avait été mariée avec John de la Pole mais le mariage avait été rapidement dissous.
Le 1er novembre 1455, Edmond épouse Margaret. La jeune fille n'a que douze ans. Le mariage est immédiatement consommé. À l'été 1456, Margaret tombe enceinte, ce qui a une signification importante car si le couple a un fils, ce dernier peut prétendre à la couronne d'Angleterre si Henri VI et son fils Édouard de Westminster (né en 1453) venaient à mourir. Le fils d'Edmond et Margaret bénéficierait du soutien de la Maison de Lancastre, hostile à la revendication au trône de Richard Plantagenêt.
La revendication du trône d'Angleterre de Margaret passe par la Maison de Beaufort. Margaret Beaufort est en effet une arrière-petite-fille de Jean de Gand, duc de Lancastre, le quatrième fils d'Édouard III, et de sa troisième épouse Katherine Swynford. Katherine est demeurée depuis près de 25 ans la maîtresse de Jean de Gand lors de leur mariage en 1396, ils ont déjà quatre enfants, dont l'arrière-grand-père d'Henri, Jean Beaufort. La légitimité des Beaufort reste cependant contestée puisqu'elle n'a été établie que par une ordonnance du roi Richard II en 1397 et que le roi Henri IV les a déclarés inéligibles au trône en 1407. Ainsi, la revendication du trône par le fils de Margaret s'avère fragile : il descend d'une femme et de plus d'une branche illégitime. En théorie, les familles royales du Portugal et de Castille détiennent une meilleure revendication que celle des Beaufort.

## La campagne de Galles et la fin

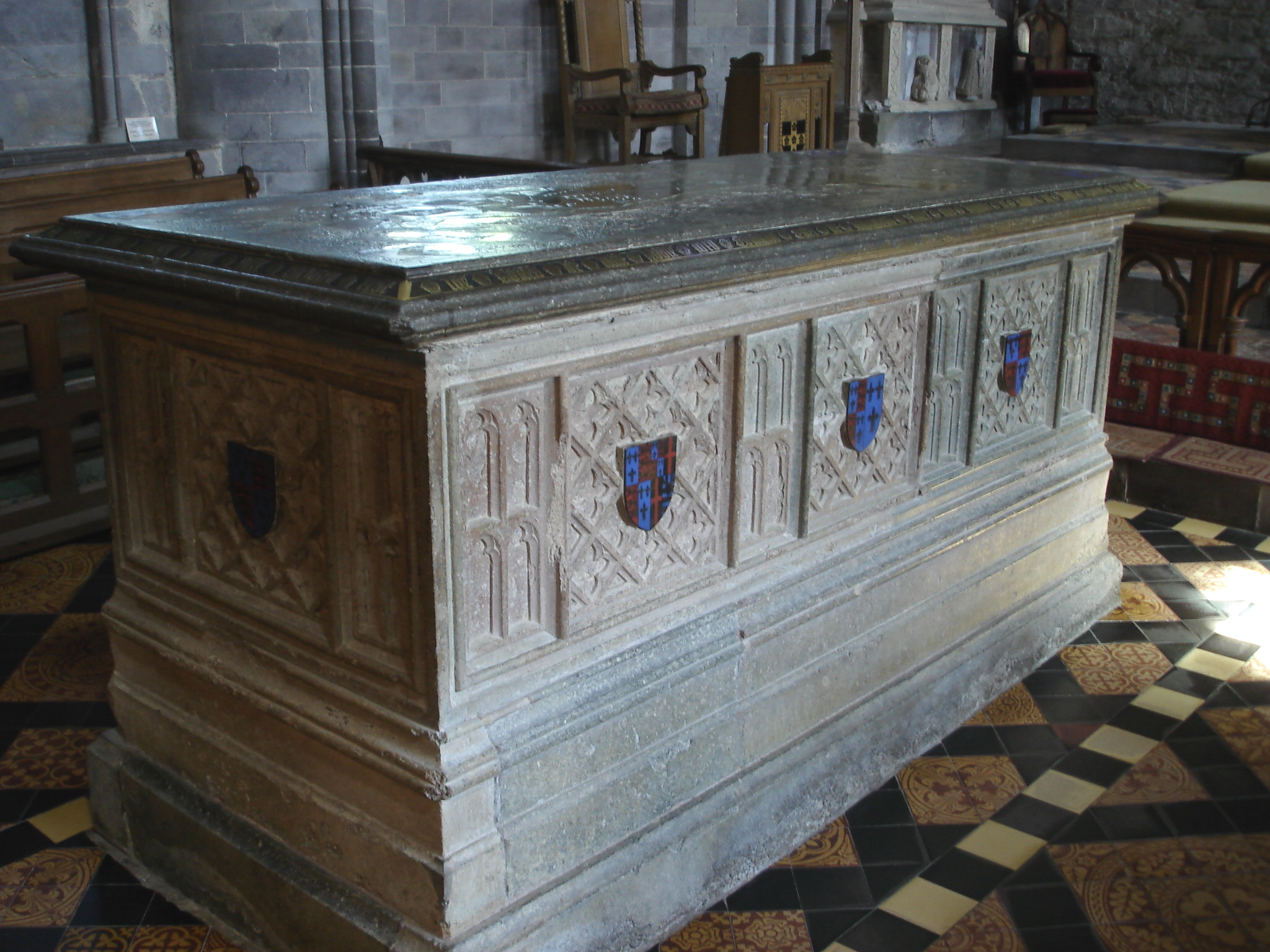
La tombe d'Edmond à la cathédrale de Saint David's.

Edmond part rétablir l'autorité du roi sur le pays de Galles à l'automne 1455, à la suite de mouvements inquiétants du noble Gruffudd ap Nicolas (en). Edmond s'empare en juin 1456 des châteaux d'Aberystwyth et Carmarthen. 
La situation politique a cependant évolué. Richard Plantagenêt est à nouveau remercié par Henri VI en février 1456. En représailles, ce dernier envoie William Herbert consolider sa position en Galles. Edmond Tudor est capturé par les troupes yorkistes à Carmarthen le 10 août. 
Incarcéré au château de Carmarthen, il y meurt de la peste bubonique le 3 novembre 1456. Il est alors fortement soupçonné d'avoir été assassiné par les yorkistes et un tribunal est convoqué sur ordre du roi avant d'être dissous, faute de preuves. Enterré au couvent des franciscains de Carmarthen, sa dépouille est déplacée à la cathédrale de Saint David's en 1539 sur ordre d'Henri VIII lors de la dissolution des monastères.

## Postérité
Son fils unique, Henri, naît deux mois plus tard, le 28 janvier 1457. Margaret et son fils Henri sont pris en charge par Jasper Tudor au château de Pembroke. 
Après la destitution d'Henri VI en 1461 puis son assassinat en 1471 par le chef de la Maison d'York, Édouard IV, Henri Tudor est envoyé en sûreté en Bretagne. Il défait avec son oncle Jasper le dernier roi yorkiste, Richard III, à la bataille de Bosworth en 1485. Henri monte alors sur le trône sous le nom d'Henri VII et fonde la Maison Tudor.